# Kanton Bogny-sur-Meuse
Kanton Bogny-sur-Meuse (fr. de Bogny-sur-Meuse) je francouzský kanton v departementu Ardensko v regionu Grand Est. Tvoří ho 12 obcí. Zřízen byl v roce 2015.

## Obce kantonu
- Bogny-sur-Meuse
- Deville
- Haulmé
- Les Hautes-Rivières
- Joigny-sur-Meuse
- Laifour
- Les Mazures
- Montcornet
- Monthermé
- Renwez
- Thilay
- Tournavaux